# Guttorm Heldahl
Guttorm Heldahl ist ein ehemaliger norwegischer Skispringer.

## Werdegang
Heldahl startete bei der Vierschanzentournee 1961/62 zu seinem ersten und einzigen internationalen Turnier. Nach einem 17. Platz auf der Schattenbergschanze in Oberstdorf konnte er in der Folge diese Leistung zuerst nicht steigern. Auf der Bergiselschanze in Innsbruck sprang Heldahl auf den 34. Platz. In Garmisch-Partenkirchen auf der Großen Olympiaschanze landete Heldahl auf dem 12. Platz und erreichte damit das beste Einzelresultat seiner Karriere. Die Tournee beendete er mit dem 52. Platz auf der Paul-Außerleitner-Schanze in Bischofshofen und erreichte damit Rang 25 in der Tournee-Gesamtwertung.

## Erfolge

### Vierschanzentournee-Platzierungen
| Saison  | Platz | Punkte |
| ------- | ----- | ------ |
| 1961/62 | 25.   | 792,1  |